# Midden-Drenthe

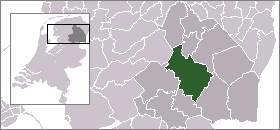

Midden-Drenthe är en kommun i provinsen Drenthe i Nederländerna. Kommunens totala area är 345,82 km² (där 4,29 km² är vatten) och invånarantalet är på 33 008 invånare (2005).